# Champagne Landing 10
Champagne Landing 10 oder einfach Champagne ist ein Ort im kanadischen Yukon und zugleich ein Indianerreservat. Er liegt westlich von Whitehorse am Dezadeash River und am Alaska Highway.
Die 24 Einwohner (2006) des Reservats lebten in 14 Haushalten. Sie gehören den Champagne and Aishihik First Nations an, deren Angehörige heute überwiegend in Haines Junction leben. In ihrer Sprache, dem Südlichen Tutchone, heißt der Ort Shadhäla-Rą („sonnige Berge“).

## Geschichte
In vorkolonialer Zeit lebten die Indianer von Champagne und Aishihik auch in Kloo Lake, Klukshu, Canyon, Shäwshe and Hutshi. Ihr traditionelles Gebiet umfasste rund 29.000 km² im Yukon und 12.000 km² in British Columbia. Hierzu zählt auch der Tatshenshini-Alsek Provincial Park und ein Teil des Kluane-Nationalparks. 1902 entstand an diesem bedeutenden Handelstreffpunkt ein erster Handelsposten, nachdem ab 1898 ein Pfad (der Dalton Trail) von Whitehorse zum Kluane Lake gebaut worden war. Dieser folgte indianischen Handelspfaden.
Als 1942 die Arbeiten am Alaska Highway begannen, der weitgehend dem 1902 errichteten Handelspfad folgte, kamen tausende von Bauarbeitern in die Region. Sie schleppten bisher unbekannte Krankheiten ein, die den überwiegenden Teil der Bevölkerung töteten oder zur Flucht veranlassten. Der Ort ist einer der am schwersten  betroffenen im Yukon und wirkt heute wie eine Geisterstadt. Zahlreiche Blockhütten im etwas abseits des Highways gelegenen Ort, der am Highway nur als „Place of Interest“ ausgeschildert ist, prägen das Bild. 1973 legte Elijah Smith ein Positionspapier vor und überreichte es  Premierminister Pierre Trudeau. Auf der Basis dieses „Together Today for our Children Tomorrow“ genannten Papiers setzten Verhandlungen mit der Regierung ein. Chefunterhändler war Dave Joe von den Champagne und Aishihik. 1993 unterzeichnete der Stamm zusammen mit drei anderen Stämmen einen ersten Landnutzungsvertrag mit den Regierungen von Kanada und Yukon. Der Stamm erlangte den Besitz von 2427 km² seines traditionellen Gebiets. Außerdem managet er den Kluane-Nationalpark mit und ist im Alsek Renewable Resources Council vertreten, der sich mit erneuerbaren Energien befasst. Da der Stamm in seinem Gebiet Gesetzgebungsgewalt besitzt, konnte er 1998 und 1999 Gesetze zur Einkommensteuer, sowie zum traditionellen Jagd- und Fischrecht erlassen.
1996 zählte der Ort nur noch 8 Einwohner, doch stieg ihre Zahl auf 20 (2001), 24 (2006), 25 (2011) und 20 (2016).

## Galerie

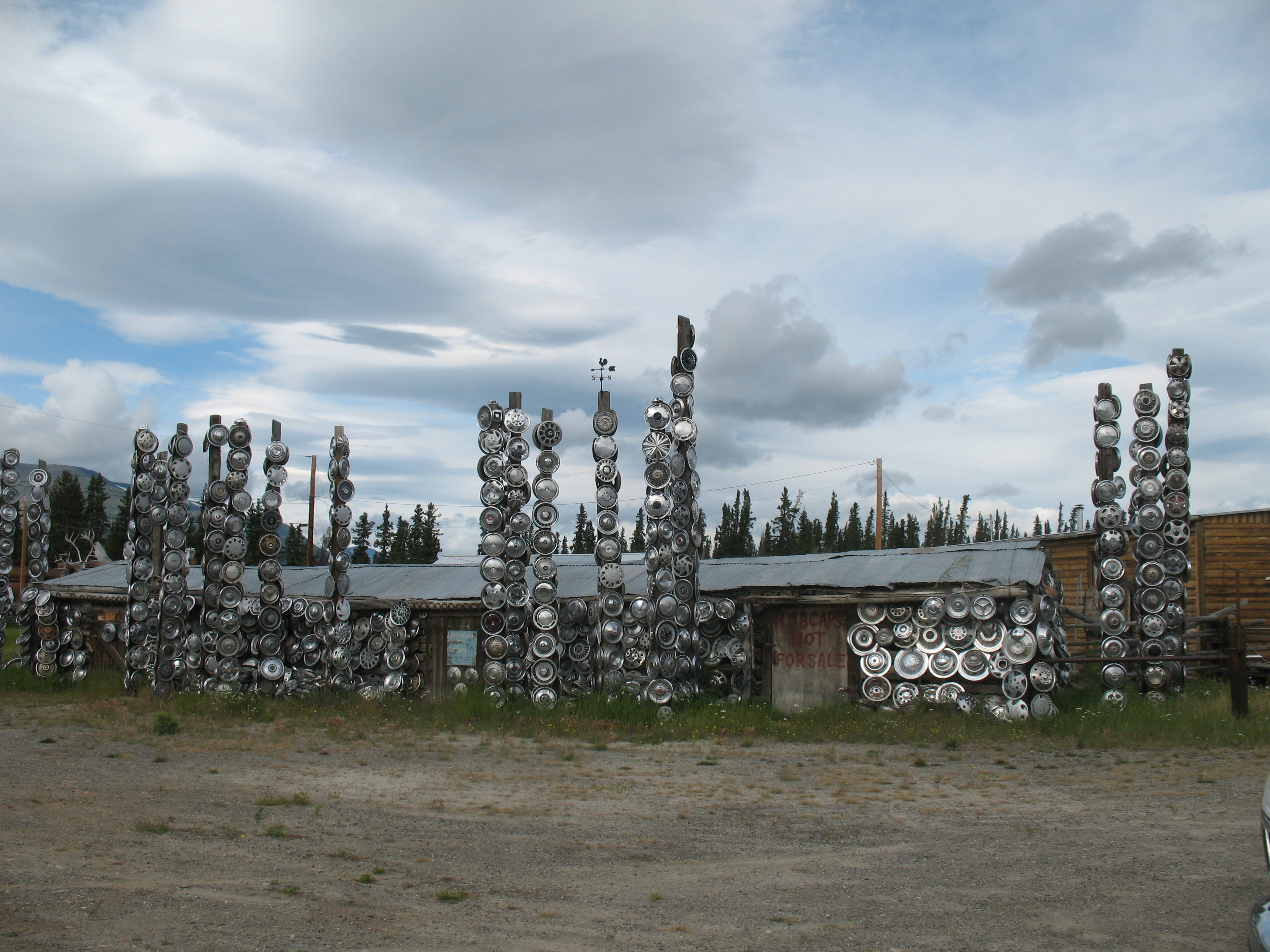
Radkappenwald am Ortseingang, 2009
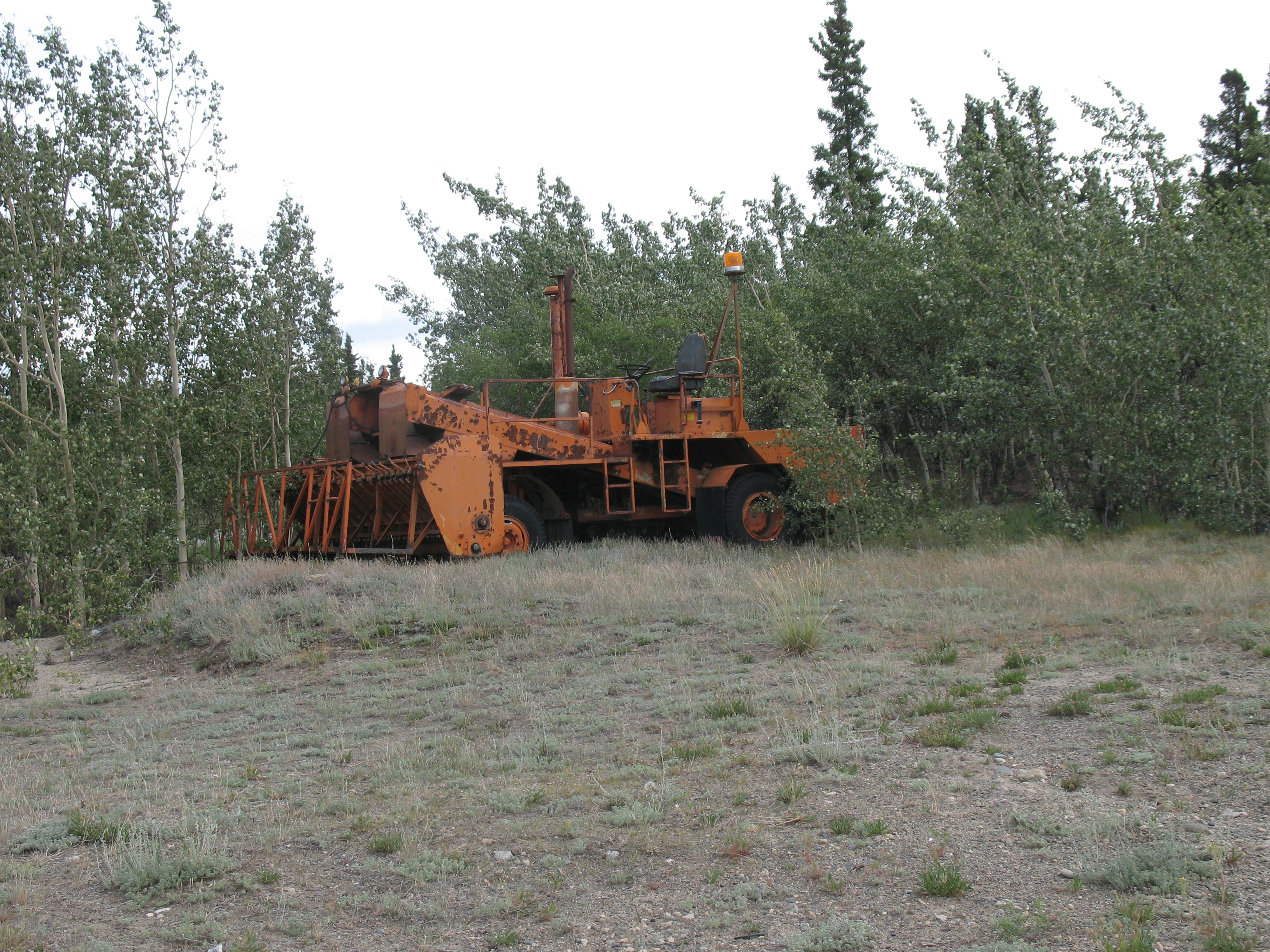
Zurückgelassene Baumaschine
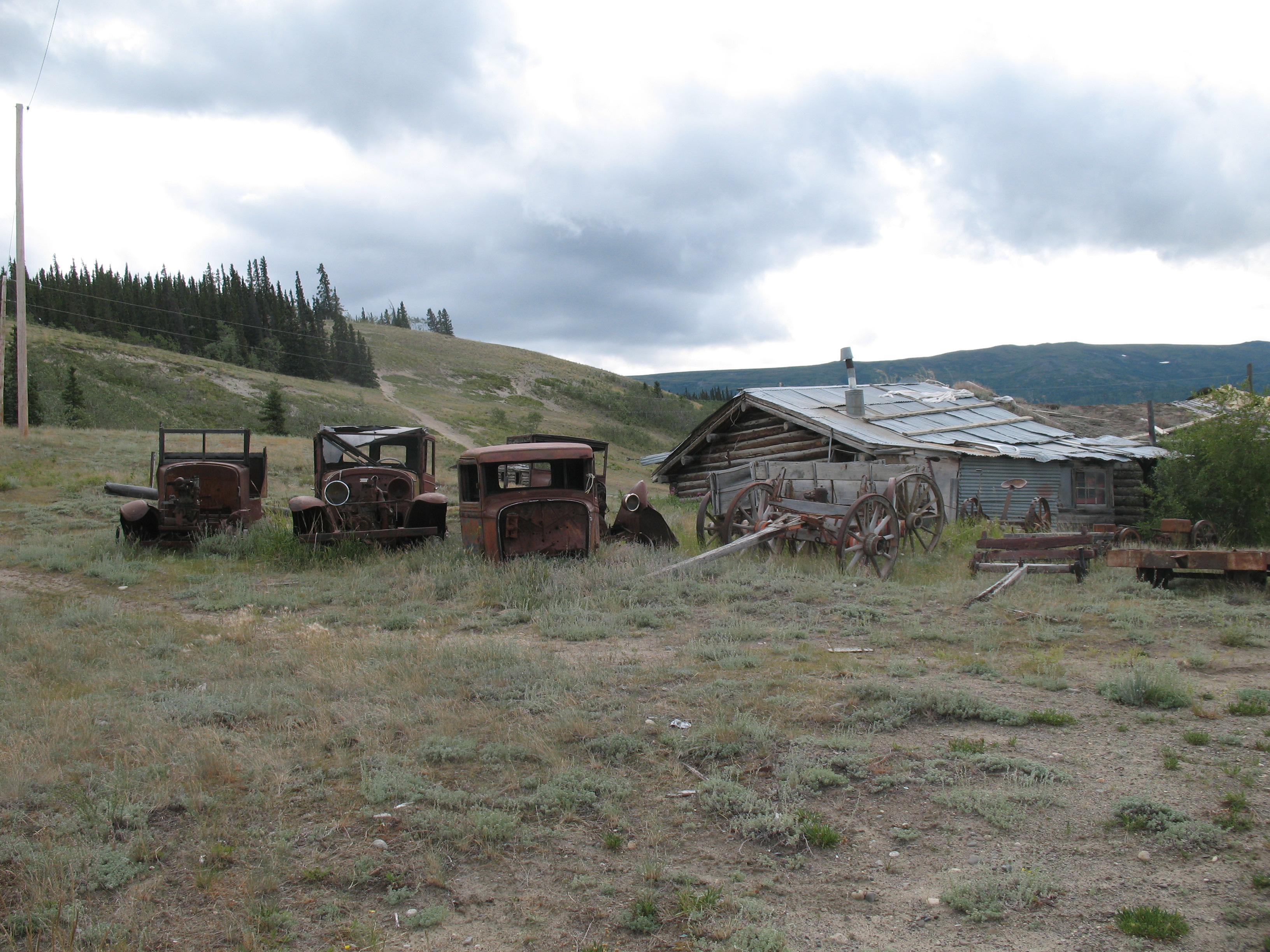
Zurückgelassene Autos
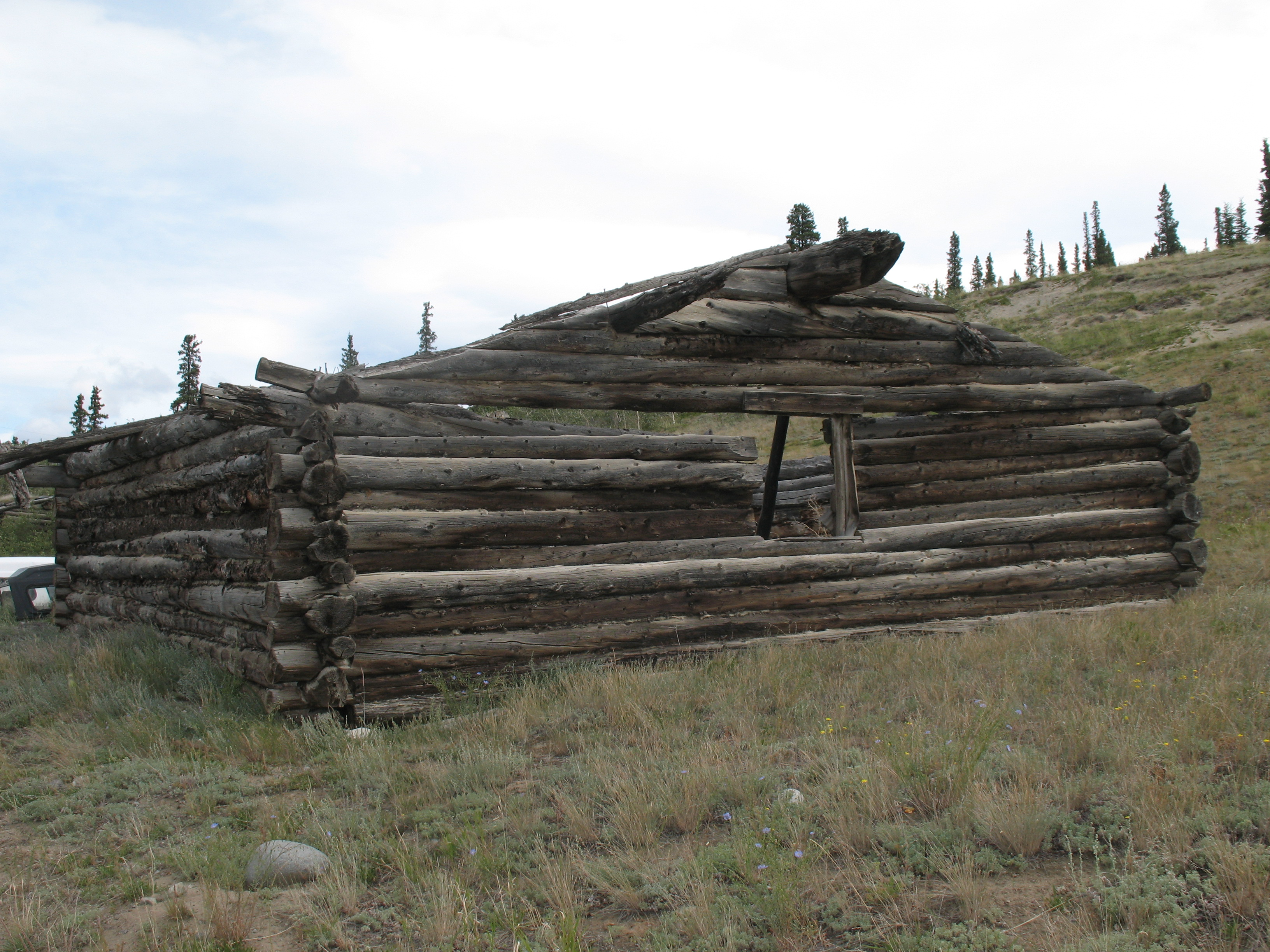
Verlassene Blockhütte